# Dobândă
Dobânda reprezintă prețul care trebuie plătit pentru împrumutarea, respectiv utilizarea, unei sume de bani pentru o anumită perioadă, mai precis suma pe care un împrumutat (debitor) o plătește unui împrumutător (creditor), pentru banii împrumutați.
Prin modul ei de lucru, o bancă poate să aibă atât calitatea de împrumutat, cât și cea de împrumutător, de aceea ea trebuie să plătească, respectiv să încaseze, dobânda pentru sumele luate (depozite), respectiv date cu împrumut (credite). Pentru creditele acordate, banca percepe o dobândă activă, iar pentru depozite plătește o dobândă pasivă.
Rata dobânzii este nivelul procentual aplicat capitalului împrumutat pe perioada derulării creditului.
Studiul matematic al acestui aspect economic a dus la îmbogățirea matematicii prin descoperirea unui număr irațional, numărul e, necunoscut matematicienilor Antichității.

## Tipuri
După modul de calculare a dobânzii pentru sumele depuse la o bancă (depozite), dobânda poate fi de două feluri:
- Dobândă simplă, calculată pe baza fondurilor depuse inițial.[1]
- Dobândă compusă, calculată prin aplicarea ratei dobânzii la suma reprezentând capitalul depus inițial și dobânda obținută pentru perioada anterioară.[1]

La sumele date cu împrumut de bancă, echivalentul dobânzii compuse se numește anatocism sau dobândă la dobândă și constă în capitalizarea dobânzii unei sume împrumutate, operațiune ce se concretizează în cumularea dobânzii scadente și neachitate cu suma datorată și aplicarea în continuare a dobânzii la valoarea astfel rezultată.
Ca valoare, dobânda percepută de o bancă pentru sumele date cu împrumut poate fi:
- Dobândă fixă, care rămâne nemodificată pe toată durata contractului.
- Dobândă variabilă, care se modifică pe perioada contractului în funcție de diferite criterii, cel mai frecvent fiind vorba despre indicatori monetari (ROBOR, EURIBOR etc.)

## În drept
Dobânda este reglementată din punct de vedere juridic în cadrul dreptului civil. 
În dreptul român, dobânda poate fi plătită în anticipare, însă cu cel mult șase luni înainte de termenul acesteia.

## Acumularea dobânzii
Modul de acumulare a dobânzii într-un cont este exprimat de o expresie algebrică numită funcție de acumulare. Nu există pentru dobânda simplă (fără capitalizare). Dobânda simplă nu se adaugă sumei inițiale.

## Rezultatul studiului matematic al dobânzii
Calculul dobânzii compuse a condus la definirea unei funcții matematice numită funcție exponențială de matematicieni din familia Bernoulli.
{\displaystyle \lim _{n\to \infty }\left(1+{\frac {1}{n}}\right)^{n}=e}
Dacă suma din depozit aduce un supliment prin rata dobânzii de x anual, atunci sporul lunar e x/12 ori valoarea curentă, așadar lunar valoarea totală e multiplicată cu (1+x/12), și valoarea anuală e (1+x/12)12.  

Dacă însă dobânda este compusă zilnic, aceasta devine (1+x/365)365.  Lăsând numărul de intervale de timp pe an să crească fără restricții va duce la definiția limitei funcției exponențiale:
{\displaystyle \exp(x)=\lim _{n\to \infty }\left(1+{\frac {x}{n}}\right)^{n},}

## Dobândă totală
Dobânda totală pentru un depozit bancar la termen vizeză dobânda (exprimată în procente) aferentă sumei depuse pentru întreaga perioadă a depozitului, dobândă ce are ca referință scadența sau maturitatea depozitului.
Dobânda la sfârștiul perioadei sau dobânda totală nu trebuie confundate cu dobânda anuală (% p.a.), aceasta având ca referință perioada de 1 an, pe baza acesteia fiind calculată dobânda totală a depozitului, în funcție de perioada acestuia (o lună, 3 luni, 7 luni etc.).  Spre exemplu, un depozit constituit la 2 ani, cu o dobândă anuală de 2%, are o dobândă totală, pentru întreaga perioadă, de 4%.
Formula de calcul
{\displaystyle DobandaTotala=(DobandaAnuala)*(Perioada)/(12luni)}

## Legături Externe
- Bankingnews.ro - Utile: Informatii despre servicii bancare: Depozite bancare & Conturi de economii
- Banknews.ro - Dicționar financiar bancar
- Conso.ro - Care sunt diferențele între un cont curent, un cont de economii și un depozit?
- eFin.ro - Glosar economic